# Jean Gagnon
Pour les articles homonymes, voir Gagnon.
Jean Gagnon (21 mai 1941 - 23 décembre 2016) est un prélat canadien de l'Église catholique. En 2002, il fut nommé évêque du diocèse de Gaspé.

## Biographie
Jean Gagnon est né le 21 mai 1941 à Lauzon (aujourd'hui Lévis) au Québec. Il fut ordonné prêtre le 4 juin 1966 pour l'archidiocèse de Québec. Le 4 décembre 1998, il fut nommé évêque auxiliaire de l'archidiocèse de Québec par le pape Jean-Paul II ; par la même occasion, il fut nommé évêque titulaire de Lamdia (de). Il fut consacré évêque le 19 mars 1999 par Maurice Couture avec comme co-consécrateurs Clément Fecteau et Raymond Dumais. Le 15 novembre 2002, il fut nommé évêque du diocèse de Gaspé. En 2016, ayant atteint 75 ans, l'âge de la retraite obligatoire pour un évêque, il quitte ses fonctions, remplacé alors par Gaétan Proulx, né en 1947.